# Georg de Beauharnais

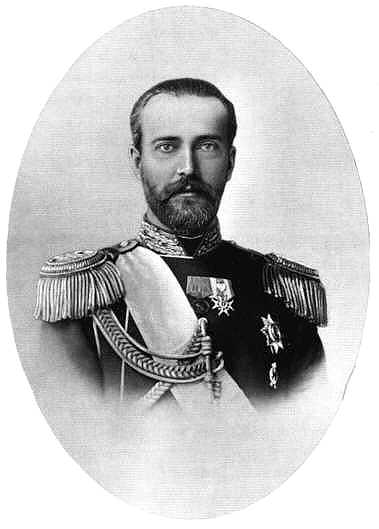
Georg de Beauharnais

Georg de Beauharnais, auch von Beauharnais-Leuchtenberg oder Georgi Maximilianowitsch von Leuchtenberg, 6. Herzog von Leuchtenberg und Fürst Romanowsky, russisch Георгий Максимилианович Лейхтенбергский (* 17. Februarjul. / 29. Februar 1852greg. in Sankt Petersburg; † 3. Maijul. / 16. Mai 1912greg. in Paris) war ein russischer Adliger mit französisch-deutschen Wurzeln. Er war der jüngste Sohn von Maximilian de Beauharnais, 3. Herzog von Leuchtenberg und der Großherzogin Marija Romanowa, Tochter von Zar Nikolaus I.

## Leben
Georg wuchs mehr oder weniger ohne Eltern auf: Herzog Maximilian starb nur wenige Monate nach Prinz Georgs Geburt. Seine Mutter heiratete zwei Jahre später den Grafen Gregori Alexandrowitsch Stroganow. Die Ehe war morganatisch und wurde ohne Zustimmung des Zaren geschlossen. Maria musste darauf ins Exil gehen. Ihre Kinder blieben jedoch bei der Familie in St. Petersburg.
Georg galt als nicht sonderlich begabt und wuchs im Schatten seiner älteren Geschwister im Petersburger Marienpalast auf. Wie für Söhne seines Standes üblich, schlug er eine militärische Karriere ein. Bereits kurz nach seiner Geburt wurde ihm durch seinen Großvater mütterlicherseits der Orden des Heiligen Andreas verliehen, und er wurde ins hochangesehene Preobraschensker Leib-Garderegiment aufgenommen. In seiner weiteren Laufbahn nahm Georg an Eroberungsfeldzügen im zentralasiatischen Raum teil und bekam mit seinem Bruder Eugène nach der Eroberung der Stadt Xiva 1873 den Orden des Heiligen Georg verliehen. Er diente daraufhin in der Leibgarde des Zaren und wurde 1910 zum Generaladjutanten ernannt.
Georg wurde kurzzeitig als Thronfolger für den kinderlosen serbischen König Aleksandar Obrenović gehandelt, bevor dieser 1903 durch eine Offiziersverschwörung gestürzt und ermordet wurde. Sein Nachfolger wurde jedoch Peter Karadjordjevic.

## Ehen

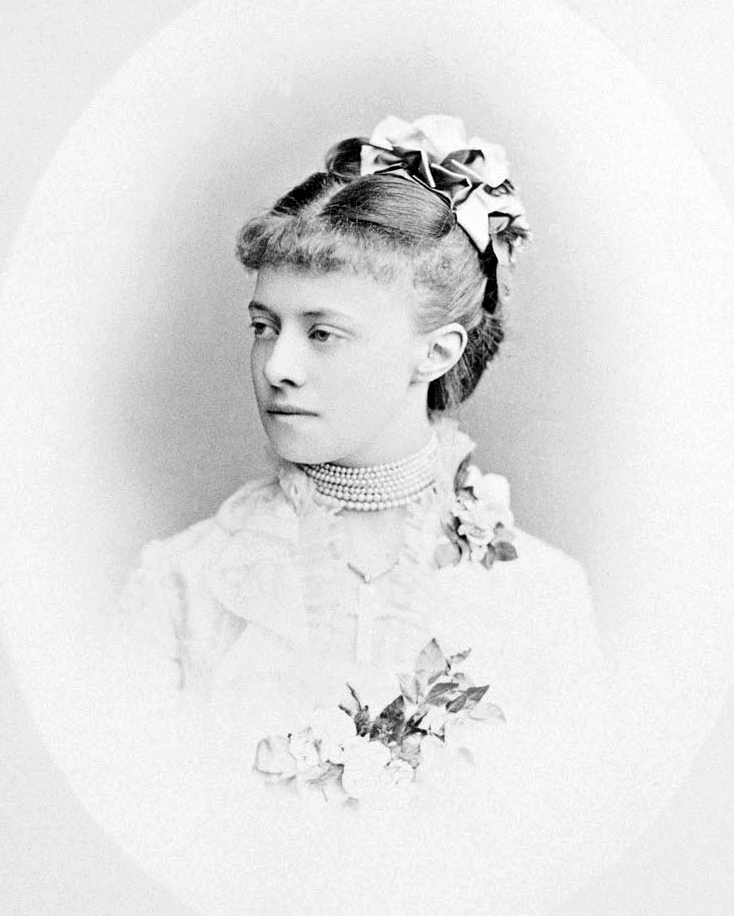
Therese von Oldenburg (1880)

1879 heiratete er in Stuttgart Prinzessin Therese von Oldenburg. Sie war die jüngste Tochter des deutsch-russischen Prinzen Peter von Oldenburg, der wie Georg Enkel eines Zaren war, sowie Schwester von Großfürstin Alexandra Petrowna. Georgs Schwester Eugenia war außerdem mit Thereses Bruder Alexander verheiratet. Therese starb bereits 1883 mit nur 31 Jahren in St. Petersburg an Tuberkulose. Sie hatten einen Sohn:
- Alexander Georgiewitsch (1881–1942), 7. Herzog von Leuchtenberg

In zweiter Ehe heiratete Georg 1886 Prinzessin Anastasia von Montenegro. Das Paar hatte zwei Kinder:
- Sergei Georgiwitsch (1890–1974), 8. und letzter legitimer Herzog von Leuchtenberg
- Elena Georgiowna (1892–1971), heiratete am 18. Juli 1917 Graf Stefan Eugen Maria Tyszkiewicz (1894–1976). Ihre Tochter Nathalia Rosa Marie wurde am 16. Januar 1921 in Warschau geboren.

Die Ehe war alles andere als glücklich und wurde 1906 geschieden. Ein Grund der Scheidung soll ihre Hörigkeit zu dem Wanderprediger Rasputin gewesen sein. Anastasia heiratete daraufhin Großfürst Nikolai Nikolajewitsch, mütterlicherseits Neffe der ersten Frau ihres Exmannes. Georg ging nach Frankreich, wo er mit seiner Geliebten lebte.
Georg war der einzige Sohn von Herzog Maximilian, der standesgemäß heiratete, sodass seine Brüder keinen erbberechtigten Nachfolger hatten. So wurde er nach dem Tod seines Bruders Eugène 1901 6. Herzog von Leuchtenberg. Er selbst starb 1912 in Paris und wurde im Großherzoglichen Mausoleum der Petersburger Peter-und-Paul-Kathedrale beigesetzt.